# Antecedentes de la Revolución Libertadora
Los antecedentes de la Revolución Libertadora se refieren a los hechos históricos que llevaron a que entre el 16 y el 23 de septiembre de 1955 se produjera un golpe de Estado en Argentina que derrocó al Presidente constitucional Juan Domingo Perón e implantó una dictadura cívico-militar que se autodenominó «Revolución Libertadora», en tanto que un sector del peronismo la denomina «Revolución Fusiladora».

## Antecedentes históricos
Durante el gobierno de Hipólito Yrigoyen en 1929 es asesinado el opositor Carlos Washington Lencinas gobernador de Mendoza, siendo senador nacional electo, en circunstancias no aclaradas, cuyo crimen se atribuye al grupo paramilitar Klan Radical, fuerza de choque de una fracción de la UCR. el Clan Radical era un grupo de choque del gobierno para perseguir a los disidentes políticos. Conforme pasaban los años los opositores y la prensa acusó al gobierno radical de una deriva autoritaria, intervino la provincia de Buenos Aires por decreto del 24 de abril de 1917, la provincia de Corrientes por decreto del 23 de noviembre de 1917, la provincia de Mendoza por decreto del 24 de noviembre de 1917, la provincia de Córdoba por decreto, la provincia de La Rioja y la provincia de Santa Fe en diciembre; colocando en cada una de ellas a interventores radicales. Todas las intervenciones de su mandato fueron hechas por decreto, sin autorización del Senado.[3] Los gobiernos de Yrigoyen utilizaron la vía de la intervención federal (19 ocasiones). Todas las provincias —salvo Santa Fe— fueron intervenidas por lo menos una vez (algunas hasta 3 veces) durante el primer gobierno de Yrigoyen, la Cámara de Diputados en manos de seguidores de Yrigoyen votó para rechazar los diplomas de legisladores representantes de la oposición e incluso cuando procedían de escisiones del tronco partidario, como en los casos de los elegidos por las producidas en Mendoza y en San Juan, que abandonaron el bloque oficialista debido a la "deriva autoritaria del presidente". Durante la campaña presidencial de 1928, el diario yrigoyenista La Época se refería a los opositores (los antipersonalistas) como “traidores”. El senador yrigoyenista por Santa Fe, Armando Antille, propuso que las cabezas de los antipersonalistas, opositores a Yrigoyen se clavaran en picas. En este clima sumado a la grave crisis económica en 1930 se produce el primer golpe de Estado de Argentina.

## Primeras conspiraciones antiperonistas

### Previos a las elecciones de 1946
El presidente Juan Domingo Perón ya desde antes de ser electo en las elecciones de 1946, debió enfrentar una dura oposición antiperonista que incluyó intentos de magnicidio desde 1945, actos terroristas a partir de abril de 1953, y connatos militares a partir de septiembre de 1951.En general señalan su origen en las conspiraciones golpistas y los actos terroristas antiperonistas, como el golpe de Estado de 1951, el atentado en la Plaza de Mayo del 15 de abril de 1953 que asesinó a seis manifestantes peronistas e hirió a otros noventa, y el bombardeo de la Plaza de Mayo de 1955, en el que fueron asesinadas 308 personas oficialmente identificadas, más un sinnúmero de personas que eran irreconocibles debido a las mutilaciones, y cientos de heridos. Entre las víctimas había 111 militantes sindicales, de los cuales 23 eran mujeres y seis niños.
El 8 de octubre de 1945, ante el ascenso político de Juan Domingo Perón un grupo dentro de la Escuela Superior de Guerra planeó el secuestro y asesinato del coronel Juan Perón. El atentado debía llevarse a cabo al día siguiente, cuando el entonces ministro de Guerra y vicepresidente de la Nación Perón iba a concurrir a la Escuela para inaugurar un curso sobre energía atómica. Los temores a precipitar una guerra civil, llevaron al abandono del plan de magnicidio. 
En 1946 sectores ligados a la Sociedad Rural Argentina, la sección local de la UCR en Corrientes y el Partido Liberal de Corrientes planearon un atentado contra la vida del candidato Juan D Perón, durante la campaña electoral fue frustrado y por ende no pudo bajar en esa ciudad donde un verdadero ‘gentío’ lo esperaba según las crónicas. En el día 3 de febrero de 1946 en el diario El Laborista de Buenos Aires, se informaba: Los opositores políticos al coronel ante la marcha por las calles de Goya se posicionaron los contrarios políticos sobre los techos con armas. Desde un vehículo en el que viajaban los liberales Bernabé Marambio Ballesteros, Gerardo Speroni, Juan Reynoldi y Ovidio Robar, dispararon con armas de fuego a la gente que desde el puerto enterada de la noticia marchaba hacia el centro para repudiar el intento de asesinato’. Ese mismo mes en 1946, los radicales y el partido demócrata progresista habían preparado un golpe de Estado conducido por el Coronel Suárez, que la Unión Cívica Radical consideró innecesario porque las elecciones estaba ganada.Nuevamente en febrero de 1946 desde la Sociedad Rural de Corrientes, el Partido Liberal de Corrientes y la Unión Cívica Radical, urdieron un nuevo intento de asesinato del candidato presidencial. Tras fracasar en alcanzar el auto del candidato los decidieron tirotear contra la multitud que esperaba la llegada de Perón.Desde un vehículo en el que viajaban los dirigentes radicales y del partido liberales de Goya Bernabé Marambio Ballesteros, Gerardo Speroni, Juan Raynoldi y Ovidio Robas dispararon con armas de fuego a los simpatizantes peronistas que marchaba por la calle, como consecuencia pierde la vida Juan G. Ramos, un  17 años edad y es herida gravemente Haidee Lezcano, mientras otros opositores disparaban desde los techos.
Horas después se desató indignación popular contra los opositores que habían organizado el atentado contra Perón, iniciándose una marcha pacífica por la Calle Colón, avenida principal de Goya, muchos de ellos provenientes de las zonas rurales de la provincia que habían ido a conocer a Perón. En paralelo en corrientes capital un grupo de radicales  organiza un atentado contra la vida del Juan Domingo Perón, en el puerto de la ciudad o en la plaza principal en caso de fallar en el primer intento de magnicidio en Goya.
Un rol activo en la campaña electoral de 1947 contra Perón cumplirá la Sociedad Rural Argentina (SRA) contando con el respaldo activo del Embajador norteamericano en Argentina, Spruille Braden. Durante la campaña presidencial se produjeron dos hechos que afectaron profundamente el resultado, por un lado el descubrimiento de un importante cheque entregado por una organización patronal como contribución a la campaña de la Unión Democrática. El segundo fue el involucramiento en cuestiones internas del Departamento de Estado de los Estados Unidos -a instancias del embajador Braden- en la campaña electoral contra Perón. A partir de 1949 tras la salida de Braden de Argentina comenzó a promoveer la caída del gobierno constitucional mediante sabotajes a las redes eléctricas, descarrilamiento de trenes mediante el sabotaje de vías férreas campañas de prensa contra el gobierno argentino durante la década del 50. Parte de estas técnicas serían perfeccionadas en Guatemala en el golpe de Estado que derrocó al Presidente Jacobo Arbenz en 1954. fue uno de los operadores que influyeron en el golpe de Estado que derrocó al Presidente Jacobo Arbenz en 1954. 
Al mismo tiempo salió a la luz que Raúl Lamuraglia, un hombre de negocios, había financiado la campaña de la Unión Democrática, a través de millonarios cheques del Banco de Nueva York que habían tenido como destino sostener el Comité Nacional de la Unión Cívica Radical y a sus candidatos José P. Tamborini y Enrique Mosca. Posteriormente en 1951 el empresario aportaría recursos para apoyar el golpe de Estado fallido del general Benjamín Menéndez contra Perón, y en 1955 financiaría el Bombardeo de Plaza de Mayo.

## Primera presidencia de Perón

Votos Electorales en 1946:
Perón/Quijano
Tamborini/Mosca

Las elecciones presidenciales realizadas el 24 de febrero de 1946, serían las primeras elecciones libres desde el año 1928 y las terceras en el país sin ningún tipo de proscripción política o fraude electoral. Una heterogénea coalición integrada por el Partido Laborista, la Unión Cívica Radical Junta Renovadora y el Partido Independiente y diversos partidos provinciales llevaron cómo candidato a Juan Domingo Perón. El domingo 24 de febrero se realizaron finalmente las elecciones. De acuerdo con los medios de comunicación de la época, hubo una masiva concurrencia desde incluso antes de que comenzara el horario de votación, formándose largas colas en la mayoría de los centros de todo el país.  tuvo una abrumadora mayoría peronista, con 304 electores de la conjunción laborista-radical renovadora, en su mayoría ligados al Partido Laborista, y 72 de la Unión Democrática alianza heredera de la Concordancia que había gobernado en los años 30. El naciente peronismo triunfó en la Capital Federal, y en las provincias de Buenos Aires, Catamarca, Entre Ríos, Jujuy, La Rioja, Mendoza, Salta, Santiago del Estero y Tucumán. La Unión Democrática, por su parte, triunfó solamente en el bastión radical de Córdoba, Corrientes.Tras el amplio triunfo electoral Perón asume su primer gobierno el 4 de junio de 1946.
El 28 de septiembre de 1951 se había realizado un fallido intento encabezado por Benjamín Andrés Menéndez y dirigentes de la Unión Cívica Radical (UCR), de los Partidos Demócrata Nacional, Socialista y Demócrata Progresista habían adherido al mismo. Fueron condenados a prisión, entre otros, el mayor Alejandro A. Lanusse, y fugaron al Uruguay los mayores de la Fuerza Aérea Orlando R. Agosti y Jorge Rojas Silveyra. A partir de la segunda quincena de agosto los generales Arturo Rawson, Fortunato Giovannoni, Bautista Molina y Benjamín Andrés Menéndez, junto a Bartolomé Gallo, José Francisco Suárez y otros (todos en situación de retiro), y el capitán Elbio Leandro Anaya comenzaron a preparar un golpe militar, con el objetivo de matar al Presidente constitucional Perón. El líder fue el general Benjamín Menéndez junto a Julio  Alvarao Alsogaray, Tomás Sánchez de Bustamante y Alejandro Agustín Lanusse. Los políticos que participaron de la conspiración fueron Arturo Frondizi (UCR), Américo Ghioldi (Socialista), Horacio Thedy (Demócrata Progresista), Reynaldo Pastor (Demócrata Nacional).
En la madrugada del 28 de septiembre de 1951 Alejandro Agustín Lanusse se apoderó de la puerta número 8 por dónde ingresaron Benjamin Menéndez y su estado mayor. A todo esto llegó el jefe del C-8 teniente coronel Julio Cáceres que recibió el apoyo de los suboficiales para evitar la toma produciéndose un tiroteo en el cual cayó muerto el cabo Miguel Farina por las fuerzas golpistas. De los treinta tanques, solo pudieron movilizar a siete —probablemente por sabotaje de los suboficiales— pero antes de llegar a la salida otros cinco tuvieron desperfectos y debieron ser abandonados, por lo que en definitiva la columna golpista partió al mando de Benjamín Menéndez con dos tanques Sherman, tres unidades blindadas y 200 efectivos a caballo.
Tras la reforma constitucional de 1949 José Francisco Suárez y Bartolomé Gallo, Agustín de la Vega, su hermano Urbano, Alejandro Ojeda, Miguel Ángel Mascaró (que habían sido separados del servicio activo por su postura en los sucesos de 1945) Manuel Haroldo Pomar y Carlos Toranzo Montero conspiraron para alzarse en armas contra el presidente. Dentro de la marina los capitanes de navío Adolfo Estévez y Carlos Kolungia, César Poch; Martínez y Manni; y en la Gendarmería el comandante principal Guillenteguy.[cita requerida] Su intento de capturar al presidente Juan Domingo Perón iba a realizarse en mayo de 1951, pero una delación llevó a la detención de Suárez. Su confinamiento en la cárcel de Villa Devoto condujo a la disolución del grupo.
A fines de ese año comienza la campaña presidencial, la renuncia de Eva Perón a su postulación para vicepresidente debido a su enfermedad no calmó los ánimos de los militares. Entre agosto y septiembre de 1951 un nuevo plan se gesto con el objetivo de volar el escenario donde el Presidente hablaría el domingo 10 de septiembre en medio de campaña en La Plata. El diputado Ernesto Sammartino proporcionó junto a Adolfo Vischi los contactos en la ciudad bonaerense para hacer estallar el escenario. El día 17 de agosto, aprovechando la menor custodia militar con motivo de los homenajes castrenses a San Martín se había  producido en los talleres militares de la ciudad de Boulogne en el norte del gran Buenos Aires el robo de dos toneladas de  material explosivo y armas. La mitad del material fue escondido en el Casa Radical de La Plata ubicada en la calle 17 a seis cuadras del lugar donde hablaría Perón. El 3 de septiembre de 1951 una chispa de un asado en una obra de construcción colindante a la Casa Radical activo los explosivos escondidos en los galpones de la misma.Una fuerte explosión sacudió el barrio platense, tras la llegada de los bomberos y la posibilidad de las pericias que demostrarían la causa de la explosión y desbaratar el plan, se intentó impedir el paso a los bomberos. Rápidamente la UCR saco un comunicado atribuyendo la explosión a un incendio culpando ante la opinión pública al peronismo de quemar su local

### El golpe de Estado fallido del general Benjamín Menéndez

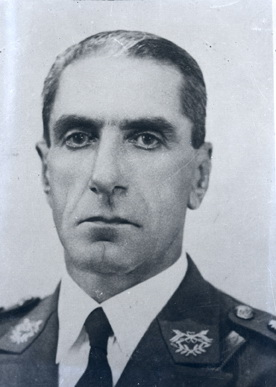
General Benjamín Menéndez.

En 1951 Pedro Eugenio Aramburu Eneas Colombo, Juan Carlos Lorio y los tenientes coroneles Bernardino Labayru, Luis Leguizamón Martínez y Emilio Bonnecarrere. Pedro Eugenio Aramburu fue trasladado a Río de Janeiro donde conoce a Isaac Rojas. Desprovistos así de su jefe, Labayru y Lorio viajaron a Córdoba y se entrevistaron con Eduardo Lonardi, quien aceptó el liderar el golpe del 15 de julio, que fue pospuesta. Por ello el complot comenzó a dividirse. El general Benjamín Menéndez no había estado de acuerdo con Lonardi y quería ser quien liderase el golpe de Estado. En la madrugada del 28 de septiembre Menéndez, con muy escasos recursos a su mando, se sublevó contra el gobierno de Juan Domingo Perón.
El intento tuvo su epicentro en Campo de Mayo terminó en un estrepitoso fracaso al no conseguir apoyos sustanciales dentro del Ejército: a las nueve de la mañana la intentona había sido derrotada. El intento centrado en la Escuela de Caballería de Campo de Mayo, ni siquiera logró dominar ese acantonamiento, pues la mayoría de los oficiales permanecieron leales a la Constitución. De 180 tanques, sólo tres salieron de la guarnición rumbo al Colegio Militar, que tampoco se plegó al alzamiento. Ese mismo día la CGT convocó a una movilización y una huelga general en apoyo al gobiernoPerón fue informado por los servicios de inteligencia que el complot estaba encabezado por el general retirado del servicio activo desde 1942,  Luciano Benjamín Menéndez, Julio Rodolfo Alsogaray, Tomás Sánchez de Bustamante y Alejandro Agustín Lanusse. En un segundo plano estaban los oficiales Larcher, Guglialmelli, Álzaga, [cita requerida]Vicente Baroja. Poco después Baroja escapaba en su avión a Montevideo.
Días antes del golpe Benjamín Menéndez convocó a una reunión secreta en su casa en el barrio porteño de Belgrano donde asistieron Arturo Frondizi de la UCR, Américo Ghioldi, Horacio Thedy y Reynaldo Pastor por los Demócratas Nacionales, nombre que se daban los conservadores.

## Segunda presidencia de Perón

Mapa resultado elecciones 1951

En las elecciones presidenciales del 11 de noviembre de 1951 la ciudadanía acudió masivamente a las urnas, fueron las primeras elecciones en que las mujeres pudieron ejercer su recién adquirido derecho al voto, y las primeras elecciones en las que todos los ciudadanos del país tuvieron derecho a votar al presidente de la Nación. El peronismo triunfó en todo el país y fue reelecto Juan Domingo Perón con un 63,51%  % de los votos,si iendo reelecto Presidente de la Nación  para un nuevo período que se extendía hasta 1958
,Perón obtuvo el mayor porcentaje de sufragios desde que se instaló el voto secreto en 1912, el mayor porcentaje de votos en toda la historia argentina - hasta las elecciones de 1973- y un triunfo total en todas las provincias y territorios nacionales.
En enero de 1952, la policía desbarató un complot destinado a atacar con camiones blindados por la noche la residencia presidencial entonces ubicada en Avenida del Libertador y Tagle en el Barrio de Palermo.En febrero de 1952 ante el empeoramiento de la salud de Eva Duarte un grupo comando formado por marinos intentaría secuestrarla como moneda de cambio para forzar la renuncia del Presidente.El 3 de febrero de 1952, el coronel retirado Francisco Suárez había comenzado a formar un operativo comando: la logia “Sol de Mayo”, con 450 militares y políticos opositores, con intención de tomar la Casa Rosada, el Correo Central y el Departamento Central de la Policía Federal. Su principal objetivo era asesinar a Perón y Evita en la residencia presidencial de la avenida Libertador. tras una delación y el arresto de Suárez en la casa de su colaborador Atilio Demichieli cincuenta oficiales antiperonistas permanecieran en el servicio activo de las Fuerzas Armadas.
El 6 de noviembre de 1952 José Francisco Suárez fue liberado, y preparó una segunda conspiración junto a unos cincuenta oficiales planificó la toma de la residencia presidencial. junto a los «comandos civiles»: ellos se encargarían de la detención de los principales ministros de gobierno, mientras los militares profesionales ocuparían la casa de gobierno y la secretaría de comunicaciones. El 10 de enero se ordenó la «desmovilización» hasta nuevo aviso.
El 15 de abril de 1953, un atentado terrorista en la Plaza de Mayo produjo 8 muertos y más de 50 heridos. En diciembre de 1953, el Congreso Nacional sancionó una Ley de Amnistía El  ataque terrorista que consistió en la detonación de dos bombas mientras se realizaba un acto sindical organizado por la Confederación General del Trabajo (CGT) en la Plaza de Mayo (frente a la Casa de Gobierno). Como resultado murieron seis personas y más de 90 quedaron heridas, entre ellos 19 mutilados.En los primeros meses de 1953 los radicales Arturo Mathov, Roque Carranza y Carlos Alberto González Dogliotti se reunían con el fin de armar tres bombas de diferente poder destructivo. La más pequeña tenía 30 cartuchos de gelinita y fue destinada al Hotel Mayo. Otra más potente (50 cartuchos), fue colocada en el 8.º piso del nuevo Banco Italiano. La última, con 100 cartuchos, fue para la estación Plaza de Mayo de la Línea A del subte.La segunda bomba del hotel causó graves daños y destrozos.En abril de 1953 se ejecuta el atentado en la Plaza de mayo del 15 de abril de 1953 con la detonación de dos bombas mientras se realizaba un acto sindical organizado por la Confederación General del Trabajo (CGT) en la Plaza de Mayo (frente a la Casa de Gobierno). Como resultado murieron seis personas y más de 90 quedaron heridas, entre ellos 19 mutilados, siendo considerado por algunos un primer ensayo del posterior bombardeo a Plaza de mayo de 1955 y al golpe de septiembre de 1955.Los terroristas también habían colocado bombas sobre la azotea del edificio del Banco de la Nación, con la intención de que la mampostería se desplomara sobre la multitud apiñada en sus cercanías. Afortunadamente, estas bombas —que hubieran causado un número mucho mayor de víctimas— no estallaron. Días después jóvenes profesionales y universitarios pertenecientes a familias de clase media alta, fueron detenidos y procesados por la Justicia ante los jueces competentes por ese hecho  con todas las garantías de la Constitución y de la ley
Luego del atentado de 1953 se reactivó la conspiración  se elaboraron dentro de la Marina varios planes que bajo la apariencia de ejercicios de guerra tenían como finalidad prepararse para un futura golpe de Estado en la que participara en especial la Base Puerto Belgrano y la Flota de Mar.En la primera semana de octubre de 1953 el capitán de fragata Jorge Alfredo Bassi se embarcó en el rutinario viaje de instrucción de la Flota de Mar, durante el cual tuvo la idea de atacar la Casa Rosada de la misma manera que los japoneses habían atacado Pearl Harbor. Mediante amigos comunes solicitó nuevamente al general Eduardo Lonardi su ayuda pero declinó la propuesta.
En julio de 1954,  un grupo de capitanes de fragata y de corbeta elaboraron un plan para capturar al Presidente en ocasión de su visita a la nave insignia de la flota durante las ceremonias del Día de la Independencia, que terminó en fracaso.
El objetivo era capturar al Presidente en un buque de la armada, en donde todo el gabinete presidencial se reuniría a conmemorar el día de la independencia. Bassi se reunió con Lonardi llegó a la conclusión de que el plan se sustentaba en un grupo demasiado reducido, sin los elementos suficientes para realizarlo con éxito, rechazando participar. Esto lo apartó definitivamente de sus contactos en la Armada. El objetivo del bombardeo estuvo a cargo de Bassi, copiando la estrategia de ataque japonés al puerto norteamericano a Peal Harbor. Era matar a Juan Domingo  Perón y a todo su gabinete. Si bien había maneras más fáciles de cometer ese magnicidio (Perón salía todo los días exactamente a las 5.45 AM de la Residencia Presidencial manejando su propio auto Cadillac, sin blindaje, acompañado por otro auto con custodios) se buscaba hacerlo de una manera tan espectacular que quitara la voluntad de lucha a sus millones de seguidores integrado por los coroneles Ossorio Arana, Señorans, el mayor Guevara, y otros.
El 15 de octubre de 1953 los legisladores bonaerenses de la UcR Diego Muniz Barreto y Mariano Narciso Castex se reunieron en Peatonal Florida y Avenida Corrientes con un colaborador militar que les podía proporcionar armas para un intento de magnicidio. Revelaron que contaban grupo de cincuenta hombres entrenados, cuyo fin era matar al presidente Constitucional y combatir si las acciones desencandenaban una guerra civil. Contaban con fusiles Máuser, ametralladoras y bombas de humo. El plan era hacer volar al Presidente Perón, el día 17 de octubre-fecha fundacional del peronismo, en un acto sobre la avenida Leandro N. Alem, con un auto cargado de explosivos que sería detonado a control remoto.
El apoyo de una parte de la jerarquía católica fue decisivo, en el colegio católico San José de Córdoba se había convertido en un depósito de armas llegando a almacenar armas molotov en los dormitorios de los sacerdotes, en los sótanos del seminario mayor se hacían ejercicios de tiro con fusiles.También volarían los puentes de acceso a la Capital Federal. El plan terrorista fue frustrado y el día 16 de octubre fueron detenidos Emilio Allende Posse e Isidoro Martínez Castro. Portaban revolvers proyectiles de distintos calibres y el libro Técnica de una traición, de Silvano Santander. El 17 son detenidos Mariano N. Castex, Hernán E. Blackley, Gastón García Miramon, Raúl A. Jorsiomo y Lorenzo Blanco. En poder de Blackley la policía secuestra dos carabinas 32 y un rifle Halcón de uso militar. El jefe del grupo terrorista Diego Muniz Barreto logra eludir a la policía escapando por una puerta disimulada en la boisserie de su lujoso departamento de Recoleta, donde es alojado por la Embajada de Uruguay y luego se fuga a Montevideo.El grupo terrorista estuvo conformado por el político radical Roque Carranza, Carlos Alberto González Dogliotti, y los hermanos Alberto y Ernesto Lanusse, apoyados por el capitán Eduardo Thölke, que les proveyó los explosivos. El historiador Félix Luna, citado por Galasso, sostiene que se trataba de un grupo de jóvenes, activistas habituales de UCR, que se habían adiestrado en el manejo de armas y explosivos, y ya habían intentado matar a Perón en uno de sus viajes. Casi todos pertenecían a familias tradicionales de buena posición económica.El 15 de abril de 1953 un ataque terrorista perpetrado por un grupo de  militantes de la UCR , con el objetivo de desestabilizar al gobierno que consistió en la detonación de dos bombas mientras se realizaba un acto sindical organizado por la Confederación General del Trabajo (CGT) en la Plaza de Mayo (frente a la Casa de Gobierno) de Buenos Aires (Argentina). Como resultado murieron seis personas y más de 90 quedaron heridas, entre ellos 19 mutilados. El grupo de militantes de la UCR colocó tres bombas: en el Banco Italiano, en el hotel Mayo y en la estación Plaza de Mayo del subte ADesde el atentado de 1953 se reactivó la conspiración para derrocar al gobierno constitucional, dentro de la Armada Argentina sectores conservadores elaboraron varios planes que bajo la apariencia de ejercicios de guerra tenían como finalidad prepararse para una futuro golpe desde la Base Naval Puerto Belgrano y la Flota de Mar.
En Córdoba, desde mediados de julio y hasta agosto de 1954, se sucedieron atentados con bombas o incendios: contra seis unidades básicas peronistas, la sede de la UES, de la Confederación General Universitaria, y un busto de Eva Perón en una plazoleta de Unquillo. En esa provincia actuaron dos grupos de radicales: uno al mando de Yadarola y Rodolfo Amuchástegui, otro comandado por Eduardo Galmond y Santiago del Castillo. Paralelamente los grupos conservadores católicos constituían sus propios grupos de combate que más tarde cobrarían protagonismo en episodios de guerra urbana en la capital provincial. Sus cuadros principales fueron los políticos Luis Torres Fotheringham, Tristán Castellano, Guillermo Saravia, Damián Fernández Astrada, Lisardo Novillo Saravia (h.), junto a Fernández Padilla, Guillermo Castellano y Calixto de la Torre. Cada comando nucleaba a diez dirigentes, y cada uno de ellos dirigía a diez militantes. En Córdoba, desde mediados de julio y hasta agosto se sucedieron atentados con bombas o incendios: contra seis unidades básicas, la sede de la UES, de la Confederación General Universitaria, y un busto de Eva Perón en Unquillo. En esa provincia actuaron dos grupos de radicales: uno al mando de Yadarola y Rodolfo Amuchástegui, otro comandado por Eduardo Galmond y Santiago del Castillo. Paralelamente los grupos conservadores católicos constituían sus propios grupos de combate que más tarde cobrarían protagonismo en episodios de guerra urbana en la capital provincial. Sus cuadros principales fueron Luis Torres Fotheringham, Tristán Castellano, Guillermo Saravia, Damián Fernández Astrada, Lisardo Novillo Saravia (h.), Fernández Padilla, Guillermo Castellano y Calixto de la Torre. Cada comando nucleaba a diez dirigentes, y cada uno de ellos dirigía a diez militantes. Constituían grupos de apoyo formados por civiles vinculados con las Fuerzas Armadas por medio de alguno de sus integrantes. Salvo la toma de una antena, relatada por Florencio Arnaudo en su libro “Operación Rosa Negra”, y la fugaz ocupación de una radio porteña. Para el 16 de septiembre la UCR había convocado a un acto en la Casa Radical, donde repartieron armas en comités y en parroquias. Los comandos civiles ultracatólicos (llamados “palomas”) convocaron a la acción armada. Previamente negociaron un crédito con la Sociedad Rural para que financie actividades desestabilizadoras, como sabotajes a la red eléctrica, a los cables de la empresa telefónica Entel, disparos a las ruedas de camiones de bomberos y ambulancias, días antes representantes de la UCR y comandos civiles viajaron a Uruguay entrevistándose con Emilio Eduardo Massera, Horacio Mayorga, Oscar Montes, y Osvaldo Cacciatore. Entre los integrantes del grupo estaban: Gregorio Ramírez, Roque Carranza, Roberto Astiz, Manuel Teodoro Cearrás, Manuel Rawson Paz y su primo Franklin Dellepiane Rawson, Eduardo Martínez Zemborain, Aníbal Beruti, etc. Las reuniones se llevaban a cabo en la casa de Álvarez Morales, en la oficina de Rodolfo van Gelderen, o en el estudio de Gregorio Topolevsky, estudiaba las comunicaciones del ejército para intervenirlas en caso de un alzamiento, y tuvo contactos con políticos radicales como Arturo Frondizi. Cuando se incorporó Roque Carranza, comenzaron la fabricación de explosivos.
mantuvo una posición fuertemente opositora llegando a organizar Comandos Civiles armados con el fin de contribuir al derrocamiento del gobierno peronista. Carranza había permanecido prófugo desde 1953 fue detenido junto a otros 12 radicales y acusado de organizar el atentado de la Plaza de Mayo del 15 de abril de 1953, durante un acto de la CGT en el que murieron 6 personas (una anciana y cinco trabajadores varones) y quedaron 95 heridos (entre ellos 19 mutilados). 
 A mediados de 1955 ese suman Siro de Martini, Euclides Ventura Cardozo, Alfonso de Laferrére, Martín Michel Torino. 16 de junio de 1955, Argentina, objetivo: asesinar a Perón.
En agosto de 1954, Raúl Lamuraglia, un hombre de negocios que había financiado en las elecciones de 1946 la campaña de la Unión Democrática, a través de millonarios cheques de Bank of New York que habían tenido como destino sostener el Comité Nacional de la Unión Cívica Radical y a sus candidatos José P. Tamborini y Enrique Mosca. En 1951, el empresario aportó también recursos para el fallido fallido golpe de Estado del general Menéndez. Sin embargo con las políticas de promoción industrial del peronismo su fortuna se había expandido en una década de crecimiento económico. Esto le permitió comprar un avión de combate en Estados Unidos, un cazabombardero liviano que llevó a Montevideo para llevar adelante la misión de matar a Perón y bombardear la Plaza de Mayo. Tripulado por un aviador naval, Luis Baroja, el cazabombardero volaría hasta la Plaza de Mayo, en pleno acto del peronismo, para ametrallar el balcón donde hablaría Perón. Lamuraglia se reunía frecuentemente con referentes del Partido Colorado de Uruguay. Días antes de concretar el plan se encontró secretamente, en 1954, con el presidente Batlle Berres y el empresario periodístico argentino Alberto Gainza Paz (diario La Prensa) en su residencia veraniega de Punta del Este, quienes le ofrecieron apoyos para el plan de magnicidio. Instalado de nuevo en Buenos Aires, el empresario radical Lamuraglia ofreció su quinta de en Bella Vista para organizar la conspiración y se comprometió a financiar un futuro golpe, en noviembre de 1954 se reunieron finalmente Bassi, Lamuraglia, Francisco Manrique, Néstor Noriega,  el excapitán del ejército Walter Viader, Carlos Bruzzone, el comandante de tropas de la Fuerza Aérea Agustín de la Vega, y políticos opositores entre ellos el político radical Miguel Ángel Zavala Ortiz, el  conservador Américo Ghioldi, Jaime Mejía, Mario Amadeo y el político Luis María de Pablo Pardo, futuro Ministro del Interior del dictador Eduardo Lonardi, Adolfo Vicchi futuro embajador ante Estados Unidos durante la dictadura de Aramburu y Alberto Benegas Lynch.

### 1955
En Buenos Aires, el 29 de agosto de 1955 el diario porteño La Época informaba que en el barrio Norte había sido desbaratada una organización de "pitucos" que disponían de dinero, armas y autos en abundancia. Planeaban atentados. Operaban por células como los comunistas». Esta vez los detenidos fueron Emilio de Vedia y Mitre (h.), Mario Wernicke, Emilio Allende Posse, Carlos Ocantos, Héctor López Cabanillas y Julio E. Morón. El diario La Época del lunes 15 de agosto de 1955 anunciaba que «La oligarquía quería arrastrar al país al desorden y al crimen para tomar el poder. Cuenta con la resaca de los partidos opositores, menores de edad, estudiantes pitucos y retirados reblandecidos; clérigos complicados».
Con la llegada del peronismo y su victoria arrasadora en las urnas en 1947 produjo un quiebre en la UCR, cientos de líderes de la misma y parte de las bases se sumaron al nuevo gobierno. La UCR se partió en tres bloques:
- El sector más numeroso, de tradición más progresista, junto al sector Yrigoyenista y la Forja se sumaron al gobierno. Proponían apoyar al peronismo en el impulso de las medidas socialmente progresistas y económicamente nacionalistas e industrialistas, si bien formaban un bloque fuerte fueron siendo marginados y expulsados por el radicalismo que se torno más conservador.
- Un sector más pequeño el conservador optaron por una estrategia de confrontación dura con el peronismo, negándole toda legitimidad para actuar, liderado por Frondizi y algunos intendentes conformaron un bloque fuertemente opositor en el Congreso, que se oponía a toda iniciativa del peronismo pero en un marco democrático, ejercería desde el Congreso el obstruccionismo a las iniciativas oficialistas junto con algunos sectores judiciales vinculados al radicalismo, a partir de 1954 este sector se radicalizaría buscando mecanismos fuera del juego democrático para hacer caer al gobierno.[76]
- Un sector aún más conservador formado por antiguas figuras, que había apoyado las dictaduras de  Uriburu y Justo, que habían conformado la Concordia gobernado mediante el fraude electoral en la Década Infame y habían conformado una nueva Concordancia heredera de la original llamada Unión Democratica este sector aborrecía las expresiones populares del peronismo y no creían en la democracia, buscaban instaurar un Régimen civil tutelado por los militares, volver a un sistema electoral con sufragio censitario y el uso del fraude. Buscaban además la proscripción del peronismo este último sector no mostraba un líder claro. A pesar de ser minoría se unieron con el sector unionista o balbinista intentaron mantener el control del partido oponiéndose al voto directo y evitando la presencia de los intransigentes o sectores más progresistas que eran mayoritarios en los cargos partidarios. Para las elecciones de 1951 los balbinista intervinieron el partido suspendiendo a partir de allí toda elección interna. Este sector conspiraría contra el gobierno, mediante atentados, sabotajes, intentos de magnicidio y milicias y  buscando sumar sectores de la Armada para derrocar al gobierno.

En mayo de 1946 Celestino Gelsi, diputado provincial y líder de la intransigencia del radicalismo, hizo pública la identificación de su sector con principios puestos en marcha por el flamante gobierno peronista. Sostuvo que si se hacía "el bien del pueblo", a los radicales no les importaba que lo haga el oficialismo, que se había ganado su respeto por cumplir las "convicciones políticas" de su partido. Gran parte del radicalismo del interior se sumaria al Partido Justicialista, entre ellos varios movimientos provinciales como el Sabattinismo, el lencinismo 
En Buenos Aires, durante septiembre un grupo liderado por Carlos Burundarena, Renato Bezançon, Darío Hermida, Adolfo Sánchez Zinny, el militar retirado Eduardo García Puló, Francisco P. Olmedo, Raúl Puigbó y Eduardo Rodríguez, los coroneles Ossorio Arana, Señorans, el mayor Guevara,
Septimio Walsh, Dalmiro Videla Balaguer y Julio Lagos comenzaron a planear un nuevo golpe de Estado. 

### Conflicto con la jerarquía de la Iglesia Católica
La Iglesia Católica apoyó inicialmente al peronismo, una serie de leyes de corte laico promovidas por el peronismo fue enfriando la relación entre ellas aprobación de la ley de divorcio vincular, la igualdad entre hijos legítimos y naturales, la patria potestad compartida, la eliminación de la financiación estatal a órdenes religiosas, la regulación de la prostitución estableciendo medidas de profilaxis. la ley de igualdad jurídica de los hijos legítimos e “ilegítimos” (nacidos fuera del matrimonio), el fin de la enseñanza religiosa obligatoria en escuelas estatales la igualdad legal y jurídica entre hombres y mujeres, la entrevista de Perón en su despacho con los pastores pentecostales Hicks y Arvizu y otros anglicanos, etc. 
 la Iglesia se dividiría en dos sectores, uno formado por los sacerdotes de base y obispos del interior, cercanos a los obreros y que dirigían parroquias en zona sobretasa y de clase media, vinculados a la doctrina social de la iglesia y a la labor social. Estos grupos apoyaron al peronismo y veían una profunda coincidencia entre el ideario de justicia social y la doctrina social católica. Este último grupo con la proscripción del peronismo pasarían a formar parte del Movimiento de Sacerdotes del Tercer Mundo en los 70 y serían junto a sus seguidores el germen del movimiento de curas villeros en los 80, este grupo sufriría la posterior persecución durante las dictaduras de Pedro Eugenio Aramburú y luego durante el Proceso de Reorganización Nacional.
La postura de Perón fue apoyada por el monseñor Ferreyra Reinafé de La Rioja y monseñor Antonio Caggiano, arzobispo de Rosario.
Por otro lado el obispo Fermín Emilio Lafitte, y Nicolás Fasolino ligados a los estamentos castrenses y a los sectores conservadores del Vaticano que politizaron la institución en contra del gobierno, serían claves en el golpe de Estado de Septiembre.

 En Alta Córdoba, barrio de clase alta produjeron asaltos violentos a los edificios públicos, constituyendo un factor de enlace permanente con los militares golpistas. Solo en Córdoba estos comando causaron más de 27 muertos en los tres días previos al golpe de Estado 16 de septiembre de 1955, en su mayoría civiles peronistas que protestaban a favor del mantenimiento del orden constitucional.
En noviembre de 1954, Juan Domingo Perón, señaló ante los gobernadores que no había conflicto con la iglesia: 

La Iglesia no tiene nada que ver en este asunto, y yo he querido poner eso en claro, porque para conocer un cojo lo mejor es verlo andar. Yo me he
reunido con altos dignatarios de la Iglesia, con obispos y arzobispos,
también son hombres como nosotros y como los demás, y les he planteado
el problema en presencia de las organizaciones, que son las damnificadas...s. Les dije: “Señores, aquí hay una gran inquietud que
ustedes no pueden ni deben desconocer, porque ella es provocada
precisamente por la intromisión de algunos hombres del clero en las
organizaciones profesionales”. Eso lo hemos visto en los diarios y lo vemos
todos los días aquí, lo hemos dicho hace un rato con la misma franqueza —
de manera que no es un secreto para nadie

.

Un dirigente peronista debe ser más peronista que ninguna otra cosa. El dirigente peronista que acepta la responsabilidad del puesto de dirigente debe descargar su conciencia de cualquier otro sentimiento que pueda ser superior al peronismo; y si no, no debe aceptar el cargo. Y si equivocadamente lo ha aceptado y él siente que es más otra cosa que peronista, por honor y dignidad debe renunciar inmediatamente.
Juan Domingo Perón, 10 de noviembre de 1954.

Lafitte impulsó en los días previos al golpe los comandos armados que combatieron contra las tropas leales al gobierno constitucional a través de asaltos los edificios públicos, constituyendo un factor de enlace permanente con los golpistas. Solo en Córdoba estos comando causaron más de 27 muertos en los tres días previos al golpe de septiembre, aupados por Manuel Tato instó a Manuel Vicente Ordóñez junto a la Acción Católica Argentina.
Tras el triunfo del Golpe de Estado, Lafitte organizó un Te Deum y una cena en el palacio arzobispal para celebrar la instauración del régimen militar, donde fueron agasajados los jefes de los comandos civiles, quienes obsequiaron a Lafitte utensilios de oro y plata del siglo XVII que habían sido robados del Cabildo de Córdoba durante la toma por parte de los sublevados.

### Conspiración de la Armada
Un grupo formado por Noriega y Bassi conspiraban en Punta Indio contra el gobierno: ambos habían intentado previamente un golpe de Estado y bombardear la Casa de Gobierno, sin embargo el plan carecía de apoyo del Ejército.

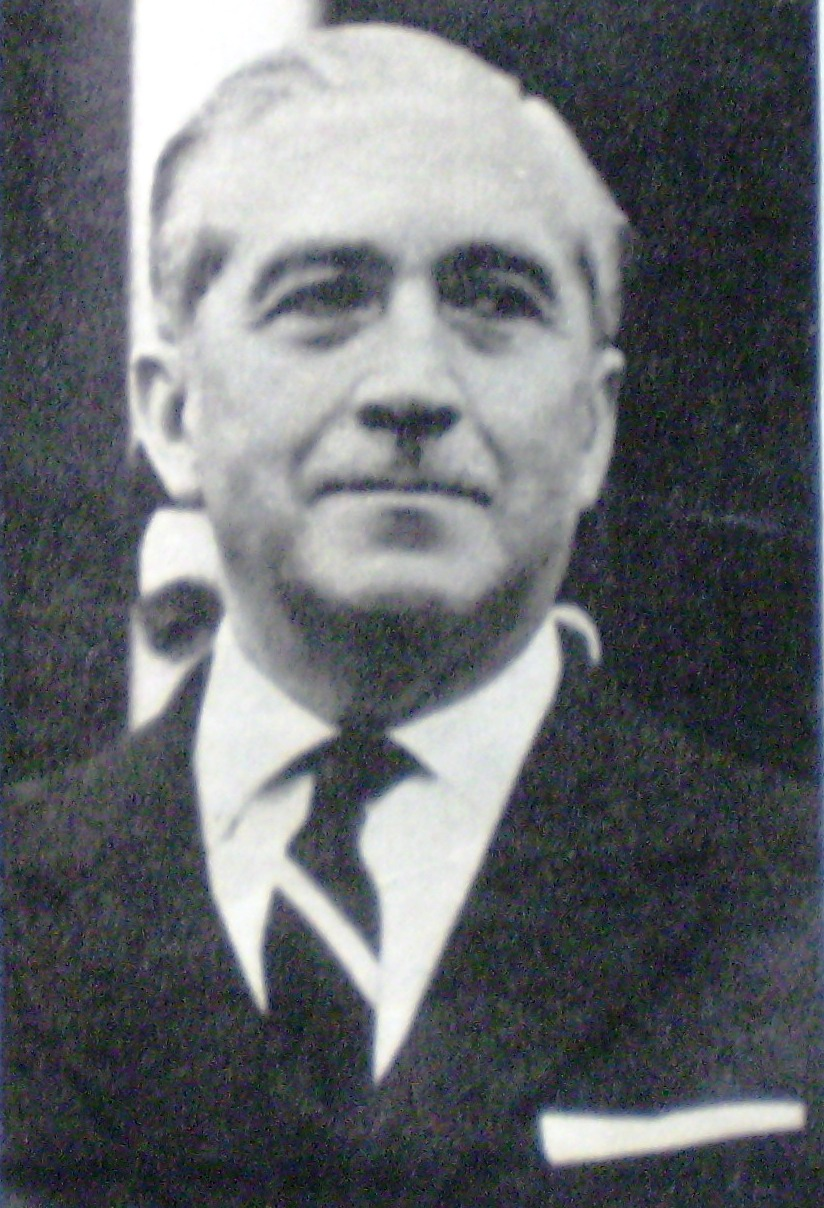
Miguel Ángel Zavala Ortiz.

En noviembre de 1954 Bassi y Francisco Manrique se reunieron en la quinta del rico industrial Raúl Lamuraglia, en Bella Vista, junto al capitán de navío Bruzzone, el excapitán del ejército Walter Viader, el comandante de la Fuerza Aérea Agustín de la Vega, y Miguel Ángel Zavala Ortiz de la Unión Cívica Radical. Si bien exploraron la posibilidad de convocar a los generales Gibert, Aramburu y Anaya, las reuniones no tuvieron ningún resultado concreto. Lamuraglia planeó establecer un triunvirato civil en caso de tomar el poder formado por Zavala Ortiz por los radicales, Ghioldi y Vicchi por los conservadores.
En diciembre de 1954 se incorporó el legislador radical Walter jefe de los grupo subversivo de civiles junto a Carlos Nielsen Enemark, Fernando Suárez Rodríguez y Samuel Toranzo Calderón, jefe del Estado Mayor del Comando de Infantería de Marina asumió como líder e inmediatamente se entrevistó con los legisladores Vicchi y Zavala Ortiz para organizar un futuro gobierno. Toranzo Calderón buscó el apoyo de Pedro Eugenio Aramburu y el teniente coronel Labayru, pero que se negaron a participar. A fines de febrero de 1955 se suman los políticos radicales Mario Amadeo y Luis María de Pablo Pardo. Jaime Mejía los contactó con el general Justo León Bengoa, que comandaba la III División de Infantería con sede en Paraná.
El domingo 23 de abril de 1955 el general Bengoa, que había viajado a Buenos Aires, se reunió con Toranzo Calderón y le prometió su apoyo. A partir de entonces varios oficiales viajaron regularmente entre Paraná y Buenos Aires para organizar los preparativos. Un detallado estudio de los movimientos del Presidente permitió a los marinos saber que los miércoles de 9:30 a 10:30 se reunía con todos sus ministros en la Casa Rosada: durante ese lapso se podía aniquilar al más alto nivel del gobierno con un solo ataque. La «hora 0» serían las 10 de la mañana: Toranzo Calderón llamaría al Presidente, amenazándolo para evitar un derramamiento de sangre si en un plazo de 15 minutos no se rendía. El almirante disponía de aviones de la Base Aeronaval Punta Indio, y cerca de 700 efectivos de la Infantería de Marina. Los tenientes primeros de la Fuerza Aérea, Carlos Enrique Carús y Orlando Arrechea integraron en el complot a muchos oficiales de la VII Brigada Aérea de Morón que también participarían del ataque. Finalmente los comandos de civiles, identificados por una cinta blanca anudada al brazo, tendrían por misión neutralizar la operatoria de la CGT, la Alianza Libertadora Nacionalista, y varias estaciones de radio, consideraban que el golpe de Estado podía darse cerca del 9 de julio.

### Bombardeo de Plaza de Mayo del 16 de junio de 1955

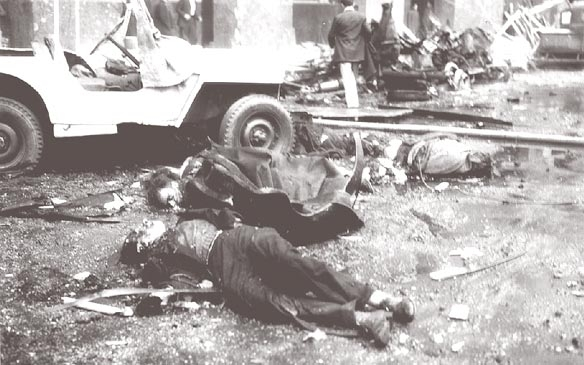
Víctimas del bombardeo.

En la madrugada del 13 de junio llegó la información de que la casa del almirante Toranzo Calderón estaba siendo vigilada por los servicios de inteligencia. Esta novedad, sumada a los hechos de los días anteriores, desencadenó la decisión de hacer estallar el golpe el jueves 16 de junio, sin más dilación.El jueves 16 de junio de 1955, 12.40 aviones de la Marina de Guerra y de la Aeronáutica sobrevolaron la ciudad de Buenos Aires con el objetivo de bombardear Buenos Aires y forzar la renuncia del presidente de la República asesinando a trescientas ocho personas que pudieron ser reconocidas y un adicional que nunca pudo contabilizarse debido a la gravedad de las mutilaciones, causando además unos mil heridos. Durante cinco horas cayeron un centenar de bombas en la Plaza de Mayo. El golpe fue neutralizado  por el gobierno democrático. El 7 de julio de 1955, por decreto del Poder Ejecutivo, se dio de baja a 79 marinos y 26 aeronáuticos que habían participado del ataque y que se encontraban prófugos en Uruguay regresarían a preparar el golpe de septiembre. Un grupo de la Aviación Naval bombardeó Buenos Aires causando 364 muertos (algunas versiones elevan esa cifra a 500) y un millar de heridos. Perón se refugió en uno de sus búnkeres, en los subsuelos de la sede del Ejército dejando el manejo de la situación a su Ministro de Guerra Franklin Lucero.En cuanto a la Fuerza Aérea, el comandante Dardo Eugenio Ferreyra sumó a Julio César Cáceres, primer teniente Carlos Torcuato de Alvear (nieto), y unos pocos vicecomodoros y brigadieres retirados. Sin embargo los interrogatorios del servicio de informaciones interno de la Fuerza Aérea, alertaron a los complotados de las sospechas que se levantaban contra ellos, y abandonaron todo contacto con los marinos.
Se combatió por aire, mar y tierra. Aviones de la Marina se enfrentaron a los de la Fuerza Aérea y atacaron a unidades del ejército que convergían sobre el epicentro de la ciudad. Los puntos bombardeados fueron la Casa de Gobierno, los alrededores de Plaza de Mayo, el Ministerio de Guerra, el Departamento Central de Policía, la zona aledaña a la Residencia Presidencial, y en otros sectores de la ciudad. El Edificio Guardacostas, entonces sede del Ministerio de Marina y hoy de la Prefectura Naval Argentina, fue ocupado por los golpistas. Algunos aviones de la Marina fueron derribados, uno de ellos sobre el Río de la Plata y otro en la localidad de Tristán Suárez, provincia de Buenos Aires, y el Regimiento de Granaderos a Caballo. Cuerpos del Ejército, con el Regimiento Motorizado Buenos Aires a la cabeza, lograron rechazar el ataque de la Infantería de Marina sobre la Casa de Gobierno y rendir al Ministerio de Marina, donde el contralmirante Benjamín Gargiulo, al ver fracasada la asonada, se suicidó.
Bajo la cobertura de los ataques aéreos, las tropas de Argerich atacaron a los granaderos que defendían la Casa Rosada: al llegar camiones con refuerzos, los sublevados mataron a los conscriptos que los manejaban, para que las tropas no llegaran al destino. numerosos los oficiales de la Marina a cargo de naves que se negaron a bombardear la destilería platense, incluidos dos comandantes que inicialmente se habían plegado al golpe.En la ciudad de Córdoba tuvieron un papel protagónico Dalmiro Videla Balaguer, Solo en Córdoba estos comandos causaron más de 27 muertos en los tres días previos al 16 de septiembre de 1955, en su mayoría civiles peronistas que protestaban a favor del mantenimiento del orden constitucional.Tras el duro conflicto, los perpetradores del bombardeo decidieron entregar el Ministerio de Marina a las unidades del Ejército y a las tres de la mañana del 17 de junio, se comunicó a los líderes del alzamiento, Oliveri, Gargiulu y Toranzo que serían juzgados bajo la ley. A pesar del juicio, se les ofreció a cada uno un arma para terminar con sus vidas. Olivieri y Toranzo afrontaron los actos ante la corte y fueron condenados a cadena perpetua. Sin embargo, el vicealmirante Gargiulo decidió suicidar.

### Junio a septiembre
Concomitantemente con el llamado a la pacificación realizado por Perón durante julio y agosto, en Córdoba grupos armados provocaban incendios o colocaban bombas en unidades básicas y en las sedes de la CGT y la UES, los llamados comandos civiles, compuestos por radicales, demócratas cristianos, y sacerdotes católicos, que recibían el entrenamiento de la cúpula de oficiales de la aeronáutica.En dos de agosto se producirían dos atentados en Salta contra la red eléctrica. Una quema de un local peronista en Bahía Blanca. El siete de agosto se sumaria a un tiroteo contra en una unidad básica en Río Negro, que sería atacada desde afuera por desconocidos. El día 13 un legislador bonaerense del Justicialismo sería acribillado a la salida de su casa por comandos. El 14 una bomba estallaría en el local de la sección femenina del partido justicialista causando heridos de gravedad. Ese mismo día a la 1:15 cinco de los comandos asaltaron las principales radios de la Ciudad de Córdoba dejaban fuera de servicio varias radios de la ciudad de Buenos Aires para colaborar con la desestabilización y dificultar la difusión de noticias fehacientes, siguiendo la planificación de Carlos Burundarena.
El 16 de septiembre de 1955 a las 00:00 horas el general Eduardo Lonardi tomó la Escuela de Artillería de Córdoba, dando inicio al golpe de Estado.